# Quartet de corda núm. 6 (Mendelssohn)
Felix Mendelssohn compongué el Quartet de corda núm. 6 en fa menor, op. 80 l'any 1847. A principis d'aquest any viatjà per Anglaterra duent a terme diversos projectes i concerts. Quan va tornar a Frankfurt va rebre la notícia de la mort de la seva germana Fanny, el 14 de maig. Aquest fet traumàtic el va impactar de manera que es va veure incapaç de tornar a compondre. Així, Felix Mendelssohn va decidir marxar cap a Suïssa amb el seu germà i es va refugiar en la pintura. Només al cap d'un temps es va veure amb cor de tornar a la música. Precisament, el Quartet de corda núm. 6 va ser compost a Suïssa. Felix Mendelssohn dedicà la composició a la seva germana. Va ser l'última gran obra que va completar, ja que morí dos mesos més tard. És, per tant, una de les obres més fermament lligades a la mort del compositor. Aquesta obra, juntament amb moltes altres (una cinquantena), van ser editades com a Opus Pòstum.

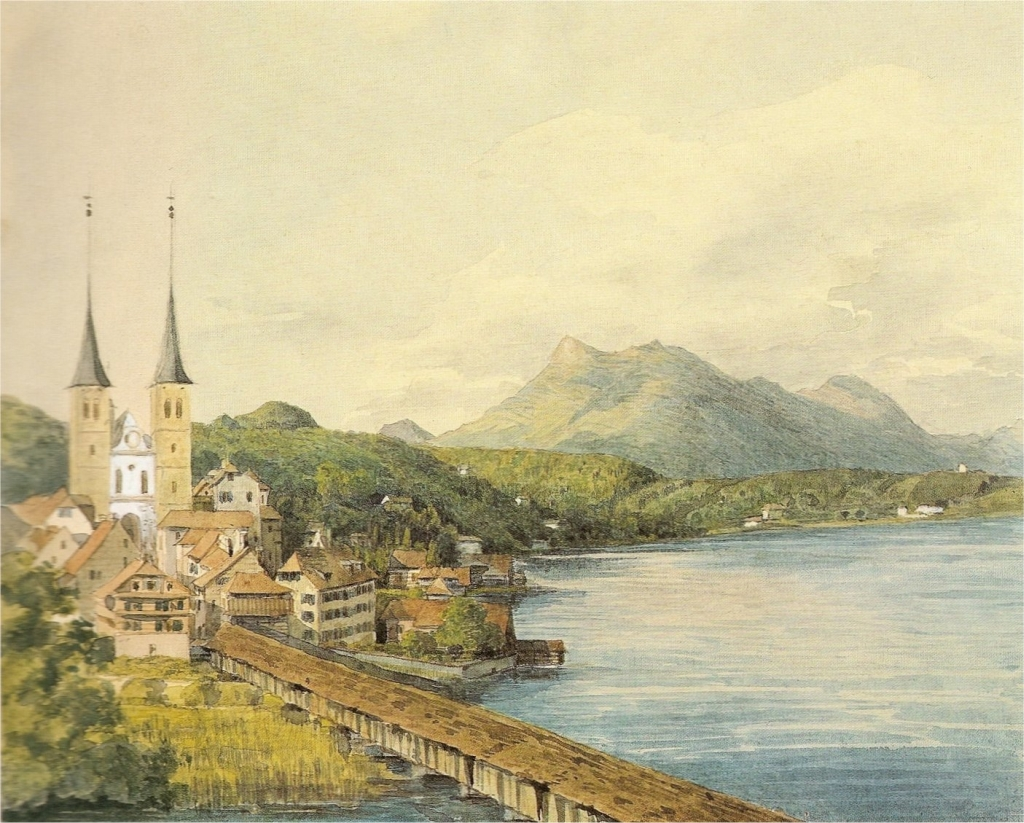
Ansicht von Luzern - Aquarell Mendelsohn 1847

## Temàtica i estil
L'expressivitat representada en el dolor i la desesperació de l'ésser humà davant la mort. Els recursos per incloure l'oient en aquesta afectivitat es veuen desplegats de diferent manera al llarg dels quatre moviments, sense deixar mai de banda, però, la força emotiva de la introspecció subjectiva a través de la constant interacció dels instruments.
Cada moviment representa un estat de la tragèdia i el pessimisme; el primer, per exemple, s'inicia amb la superposició de l'entrada en forma d'atac dels quatre instruments començant pel baix, que immediatament es converteix en un trèmolo piano que a través del seu dibuix melòdic perfila els primers estats d'alteració i inquietud. El model fort-piano en semicorxeres a tempo ràpid que sona a sforzando (a vegades indica sf, a vegades fp) és un motiu constant en aquest primer moviment, amb petites variacions cada cop que apareix, la majoria de les vegades en forma de fp subito (provenint d'un piano) que ens recorda la ràbia continguda dins seu.
Així mateix, la manera d'estructurar i condensar l'emoció varia al llarg de la peça; sense perdre mai l'elegància ni la concepció formal clàssica del quartet de corda, Mendelssohn abandona el control emocional que trobem en altres composicions seves per impactar aquest conjunt d'emocions en l'espectador durant tot el transcurs de la peça.
Els seus quartets són la màxima representació de la música de cambra, i s'han convertit en peces imprescindibles del repertori per a quartet de corda.

## Moviments
1. Allegro vivace assai (fa menor)
2. Allegro assai (fa menor)
3. Adagio (la b major)
4. Finale. Allegro molto (fa menor)

Duració total aproximada: 25-30'